# 方逸華
邵逸夫爵士夫人方逸華（英語：Mona Yat-wah Fong, Lady Shaw，1934年7月27日—2017年11月22日），冠夫姓稱邵方逸華，原名李夢蘭，又名方夢華，生於上海，邵逸夫的第二任妻子，人稱六嬸。香港女歌手、傳媒工作者與行政人員，前邵氏兄弟電影公司副主席和電視廣播有限公司非執行董事。

## 生平
邵方逸華生於上海。由於家境清貧，方逸華初中時已經輟學。她愛好英文歌曲，廣結外籍樂隊為友，所以於1950年選擇遠赴星馬登台表演，展開其歌唱事業。1952年，方逸華以18歲之齡在登台期間，結識邵逸夫（後來成為其丈夫），當時邵對她的歌藝尤為賞識。其後方逸華亦曾到美國和菲律賓演唱，曾在菲律賓馬尼拉灌錄唱片，其中一首名為《Romantica》的歌曲頗受當地人歡迎。直到1950年代後期，方逸華與百代唱片（即EMI）簽約，推出過不少英文歌曲，其中最暢銷最流行的是《花月佳期》。至1957年50歲時的經邵逸夫回港後開始投身的邵氏兄弟電影及電視公司訓練班中心創辨人之一，即由1969年起，方逸華正式簽約時間進入邵氏兄弟電影公司，開始她的傳媒行政事業，初期主要負責物資採購和財務管理，其後進一步參與電影製片等工作。1981年獲委任為邵氏兄弟的董事，1996年擢升為董事總經理，2001年兼任公司副主席。另外，早於1988年，方逸華亦已加入邵氏的主要子公司無綫電視的董事局。至2000年，方逸華始逐步參與無綫的日常業務，於同年10月25日獲委任為無綫副主席。2006年5月31日獲無綫委任為署理董事總經理，2009年1月1日正式成為董事總經理。2010年1月1日接任香港無綫電視台TVB行政主席。至2012年2月11日，方逸華向無綫電視董事局辭任副主席兼董事總經理，並於3月25日離職，由同年4月1日起梁乃鵬接替行政主席一職。但隨着方逸華的全身而退，無綫電視（TVB）正式告別邵逸夫的統治時期主政年代，進入了新老闆「殼王」陳國強的時代。方逸華離職後轉任为非执行董事直至逝世。方逸華健康一直沒有大問題，直至2017年6月，她在醫院留醫。最后一次公开露面則是同年9月26日出席2017年邵逸夫奖颁奖礼。逝世前一星期仍精神奕奕出席公司會議，惟缺席11月19日舉行的無綫電視50周年台慶節目。2017年11月22日下午5時28分，方逸華於跑馬地養和醫院因敗血症病逝，享壽83歲。11月30日於香港殯儀館出殯，奉柩歌連臣角火葬場火化。而電視廣播有限公司亦於同年12月12日為其舉行追思會，並製作特備節目《燦爛一生 邵方逸華》，於2017年12月16日在翡翠台播映。

## 家庭
方逸華的母親是1930年代上海的夜總會藝人方文露，而她自小就跟隨母姓。在邵逸夫原配黃美珍因病去世之後，曾一度傳出邵逸夫和方逸華結婚的消息，但方逸華則表示希望維持現況，邵逸夫亦表明方逸華為他的「紅顏知己」，結婚與否並不重要。但是在鄧家爭產事件後約一個月，即1997年5月6日，邵逸夫和方逸華終於到美國拉斯維加斯註冊成為夫妻。對於邵逸夫有不少年輕的女性朋友，方逸華一向採取開放的態度，更表示「六叔」（邵逸夫暱稱）也可以有「朋友仔」。

## 職銜
- 邵逸夫慈善信託基金主席
  - 邵氏集團（Shaw Holdings）主席兼執行董事
  - 邵氏兄弟（香港）有限公司副主席兼執行董事
  - 邵氏基金（香港）有限公司主席
  - 邵逸夫獎基金會有限公司主席
- 電視廣播有限公司非執行董事
- 香港中文大學逸夫書院校董會成員

## 電影作品

### 演員
1. 小雲雀（1965年）（客串代唱）
2. 曼波女郎（1957年）
3. 萬花春色（1956年）

### 監製
1. 建築達人（2010年）（ETV）
2. 醉馬騮（2003年）
3. 馬永貞（1997年）
4. 十萬火急（1996年）
5. 變臉（1996年）
6. 無味神探（1995年）
7. 回魂夜（1995年）
8. 破壞之王（1994年）
9. 赤腳小子（1993年）
10. 濟公（1993年）
11. 審死官（1992年）
12. 皇家大賊（1985年）
13. 五郎八卦棍（1984年）
14. 唐朝豪放女（1984年）
15. 星際鈍胎（1983年）
16. 男與女（1983年）
17. 沖宵樓（1982年）
18. 青春1000日（1982年）
19. 神通術與小霸王（1982年）
20. 武館（1981年）

### 製片
1. 人皮燈籠（1982年）
2. 大殺四方（1980年）
3. 長輩（1980年）
4. 少林搭棚大師（1980年）
5. 唐山五虎（英语：5 Superfighters）（1979年）
6. 八萬罪人（1979年）
7. 差人．大佬．搏命仔（1979年）
8. 梁天來（1979年）
9. 大命撈家（1979年）
10. 孔雀王朝（1979年）
11. 雜技亡命隊（1979年）
12. 生死門（1979年）
13. 爛頭何（1979年）
14. 少林卅六房（1978年）
15. 螳螂（1978年）
16. 南少林與北少林（1978年）

## 以她命名的建築物
- 方逸華普通科門診診所：位於新界西貢市的政府普通科診所
- 方逸華牙科診所：位於新界西貢的政府牙科診所
- 逸華樓：位於香港中文大學逸夫書院學生宿舍
- 邵方逸华楼：浙江省杭州市浙江大学医学院附属邵逸夫医院庆春院区6号楼[18]